# 인도지항

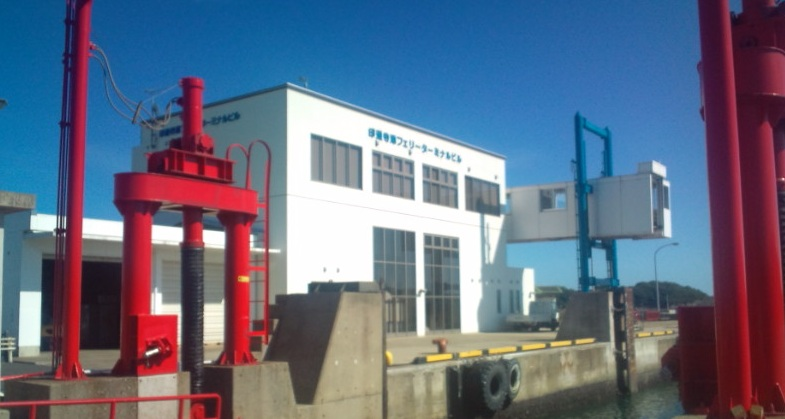
인도지항 페리터미널 빌딩 전경. 이 여객선터미널에는 공항과 비슷하게 탑승교가 설치되어 있는 특이 사항을 둔다.

인도지항(일본어: 印通寺港)은 나가사키현 이키시 이시다정 인도지우라에 위치한 지방 항만이다. 또한 항만 관리자는 나가사키현에서 직속으로 관리되고 있다. 그래서 이키섬과 외부 지역을 바닷길로 연결시켜 주는 관문 항만이기도 하며, 이키섬 최남단에 자리잡은 곳이라 규슈의 본토 지역에서 가장 가까운 이키섬의 항구이기도 하다. 그 외에도 국도 제382호선의 이키섬 관내의 종점으로 이 항구에서는 해상 국도의 구간으로 전용한다. 이 외에도 통계 기록은 2015년을 기준으로, 발착수가 5,168 척의 선박이 이 섬에 누적으로 들렸고, 화물 수송량은 총합 1,631,817 톤이 이 섬에 수송된 적이 있다. 그리고 여객수는 150,713 명이다.

## 주요 항로
이 항구에서는 규슈 유센이 이 항구와 본토의 가라쓰시에 위치한 가라쓰항(가라쓰동항, 사가현 가라쓰시)을 오가는 배편을 위주로 운항하게 된다. 운항하게 되어 있는 선박은 에메랄드 가라쓰, 다이아몬드 이키호 등 2척의 선박만 운항하고 있다. 소요 시간은 약 1시간 40분이 소요된다.

## 같이 보기
- 이키 공항
- 아시베항
- 고노우라항